# Raoul Husson
Pour les articles homonymes, voir husson (homonymie).
Raoul Husson (1901-1967) est un scientifique et essayiste français, spécialiste de la phonation.

## Biographie
Il fut élève à l'École normale supérieure, puis en poste à l'Institut national de la statistique et des études économiques (1929-1949), puis directeur de recherche au Centre national de la recherche scientifique.  En 1950, il obtint le titre de Docteur ès sciences,.
Il fut secrétaire et fondateur de l'Association française pour l'étude de la phonation et du langage.
Il décède en 1967 dans un accident de voiture.

### Canular Bourbaki
Il est l'auteur d'un canular entré dans la postérité, celui du mathématicien imaginaire Nicolas Bourbaki. Le nom de famille Bourbaki était le nom emprunté par Raoul Husson en 1923 lors d'un canular, alors qu'il était élève en troisième année de l'École normale supérieure. Il avait pris l'apparence d'un mathématicien barbu, du nom du professeur Holmgren, pour donner une fausse conférence, volontairement incompréhensible et avec des raisonnements subtilement faux. L'objectif aurait été la démonstration d'un prétendu « théorème de Bourbaki ». Cette histoire amusa tellement un groupe d'étudiants, que le nom « Bourbaki » fut choisi pour les nommer. 

### Complot synarchiste
En 1946, il publie un apport à la théorie du complot synarchique sous le pseudonyme de « Geoffroy de Charnay » (en référence au Templier homonyme) : Synarchie, panorama de 25 années d’activités occultes,. L'annexe de cet ouvrage inclut l'intégralité du « Pacte Synarchique Révolutionnaire pour l’Empire Français ».
Alfred Sauvy émet l'hypothèse que « peu avant la guerre, Husson, en difficulté de divers côtés, est saisi par le mot, si évocateur, de « synarchie » et rédige lui-même le pacte, ce qui explique l'absence de nom d'auteur et de date. Ensuite il menace (témoignage de Georges Lutfalla) ses adversaires personnels de les inscrire parmi les « synarques », s'ils lui causent quelque ennui. »

## Publications
- Mécanismes cérébraux du langage oral et structure des langues,  1968
- Étude théorique et expérimentale de la sirène glottique et ..., 1965
- Le chant, Presses universitaires de France, 1962.
- Physiologie de la phonation,  Masson Et Cie - 1962
- La voix chantée: commande cérébrale des cordes vocales, 1960
- La Phonation chez l'homme: résultats nouveaux et vues nouvelles, 1958
- La Réponse de l'effectueur laryngien aux impulsions, 1953
- Réflexions sur le chant: M. Benharoche. Préface et présentation de ..., Maurice Benharoche, Henri Busser, Jacques Janin, 1938
- Principes De Métrologie Psychologique,  Éditions Hermann. - 1937
- L'Analyse statistique des aptitudes et des fonctions mentales, Alcan, 1936
- Les Phénomènes réactionnels de la voix: Étude physique, avec Dr. Jean Tarneaud - 1933
- Le Chant scientifique: Contribution à l'étude de l'émission vocale normale, avec Albert Labriet, 1927

sous le pseudonyme de Geoffroy de Charnay
- Synarchie, panorama de 25 années d’activités occultes, 1946.

## Articles
- Comment vibrent nos cordes vocales, La Nature, 1957, Quatre-vingt-cinquième année : n. 3261-3272, p.7-11
- Comment l’acoustique d’une salle réagit sur le chanteur et sur l’orateur, La Nature, 1959 : Quatre-vingt-septième année : n. 3285-3296, p. 1-7
- Relations neurologiques entre l’audition et la phonation, La Nature, 1960,  : Quatre-vingt-huitième année : n. 3297-3308, p.74-80